# Голицын, Михаил Владимирович
Михаил Владимирович Голицын (1926—2015) — учёный-геолог, крупнейший отечественный специалист по геологии угля, доктор геолого-минералогических наук, первооткрыватель месторождений полезных ископаемых, автор более чем 200 научных трудов, академик РАЕН. Также поэт, писатель и художник. Участник Великой Отечественной войны. Представитель княжеского рода Голицыных.

## Биография
Родился 27 июля 1926 года. Сын князя Владимира Михайловича Голицына и княгини Елены Петровны Голицыной (в девичестве графини Шереметевой). Правнук губернатора Москвы, князя Владимира Михайловича Голицына. С пяти лет жил в Дмитрове, куда Голицыны были высланы из-за дворянского происхождения.
В Великую Отечественную войну рыл окопы вдоль канала Москва-Волга, работал санитаром в больнице и на сельских работах в колхозах Дмитровского района. Был зачислен в истребительный батальон для борьбы с фашистскими десантниками. В 1943 году поступил на подготовительное отделение Московского нефтяного института, в 1944 году перешёл в Московский горный институт (сейчас — Горный институт НИТУ «МИСиС»).
С 1948 по 1951 год обучался в Московском геологоразведочном институте. После окончания МГРИ переехал в Караганду (Казахстан), работал геологом на угольных месторождениях, вёл научную работу. В 1966 году защитил кандидатскую диссертацию «Метаморфизм и прогноз качества углей Карагандинского бассейна», в 1975 году — докторскую диссертацию «Метаморфизм палеозойских углей Центрального Казахстана».
В 1975 г. вернулся в Москву, до 1988 года — ведущий научный сотрудник Всесоюзного научно-исследовательского института экономики минерального сырья и геологоразведочных работ (ВИЭМС), затем — профессор кафедры геологии и геохимии горючих ископаемых геологического факультета МГУ, заведующий кабинетом геологии угля.
Скончался 27 июня 2015 года. Похоронен на Долгопрудненском кладбище.

## Труды
- «Месторождения горючих сланцев России и мира» (1988)
- «Коксующиеся угли России и мира» (1996)
- «Газоугольные бассейны России и мира» (2002)
- «Мир солнечного камня» (2010, в соавторстве с сыном, Андреем Михайловичем Голицыным)
- «Геология месторождений угля и горючих сланцев СССР» (1963—1978 гг.) (соавтор)
- «Угольная база России» (1999—2004 гг.)(соавтор)

## Награды
- орден Трудового Красного Знамени (1976)
- Медаль За доблестный труд в Великой Отечественной войне 1941—1945 гг.
- Медаль «За освоение целинных земель» (1956)
- Знак Шахтерская слава III (1991) и II (1996) степени.
- Почётный разведчик недр (1987)